# 化南新村
政治大學化南新村，為國立政治大學在臺復校後於1960年代興建之教職員宿舍，位於臺北市文山區萬興里，現為台北市文化局登錄之聚落建築群。同一時期，政大亦興建其他宿舍，如道南新村，但是規模較小。1990年代，化南新村部份拆除改建為化南新廈。

## 興建背景

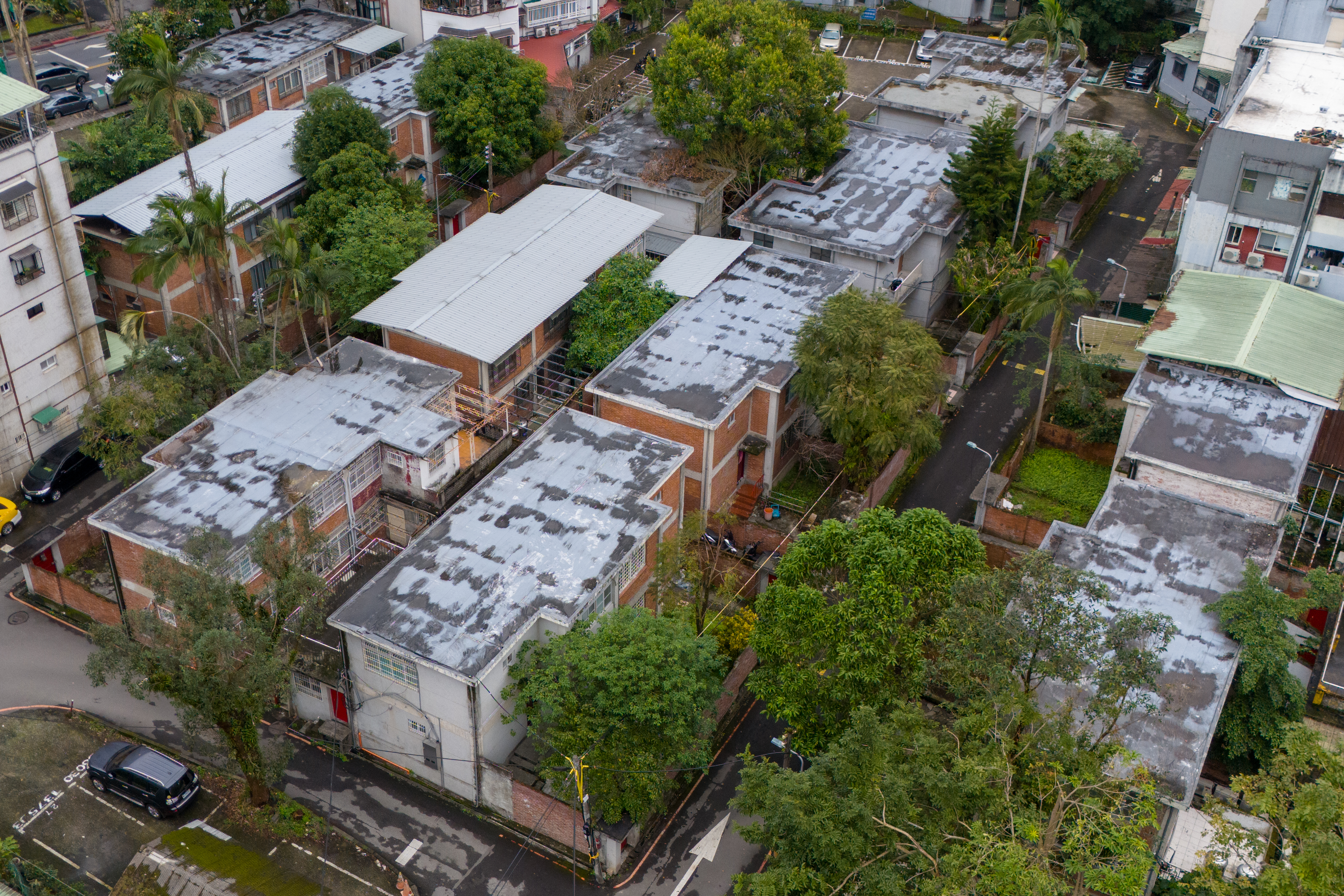
化南新村部分聚落建物

國立政治大學於1954年在木柵復校，為解決交通不便困擾，時任校長陳大齊指示於校外農地興建教職員宿舍。政大經行政院於1962年核定徵收計畫，目的為興建法學院等教育事業使用。雖曾因政大遭逢淹水之苦暫將教職員宿舍遷至化南，但依《土地法》相關規定，仍應依法回歸原徵收目的使用，方為適法。

## 建築特色
化南新村的建築為雙拼式之兩層樓房。鑒於政大所在之木柵地區過去常為水患所苦，故建築樓層墊高，離地約一公尺。建築外觀為清水紅磚，外牆呈Z字型，具有強化功能與明暗相間效果。此外，為防雨水滲入，化南窗臺採傾斜式，將戶外雨水導入牆外，甚具巧思與美觀效果，為臺灣戰後文教建築少見。化南新村由於與外界有馬路相隔，因此發展出獨特生態系，且隨日夜有所不同。化南新村富含多樣動植物物種，為臺灣藍鵲棲息地。
除了建築全面保留了臺灣戰後1960年代的建築特色，化南新村更反應出當時代眷村式的生活方式，台灣本省籍與外省籍族群相互交融的時代背景。然而，化南新村設計人之一的蘇澤建築師表示：「（化南新村）當初政大為解決教職員宿舍淹水而建，沒有什麼價值」。

## 保留現況

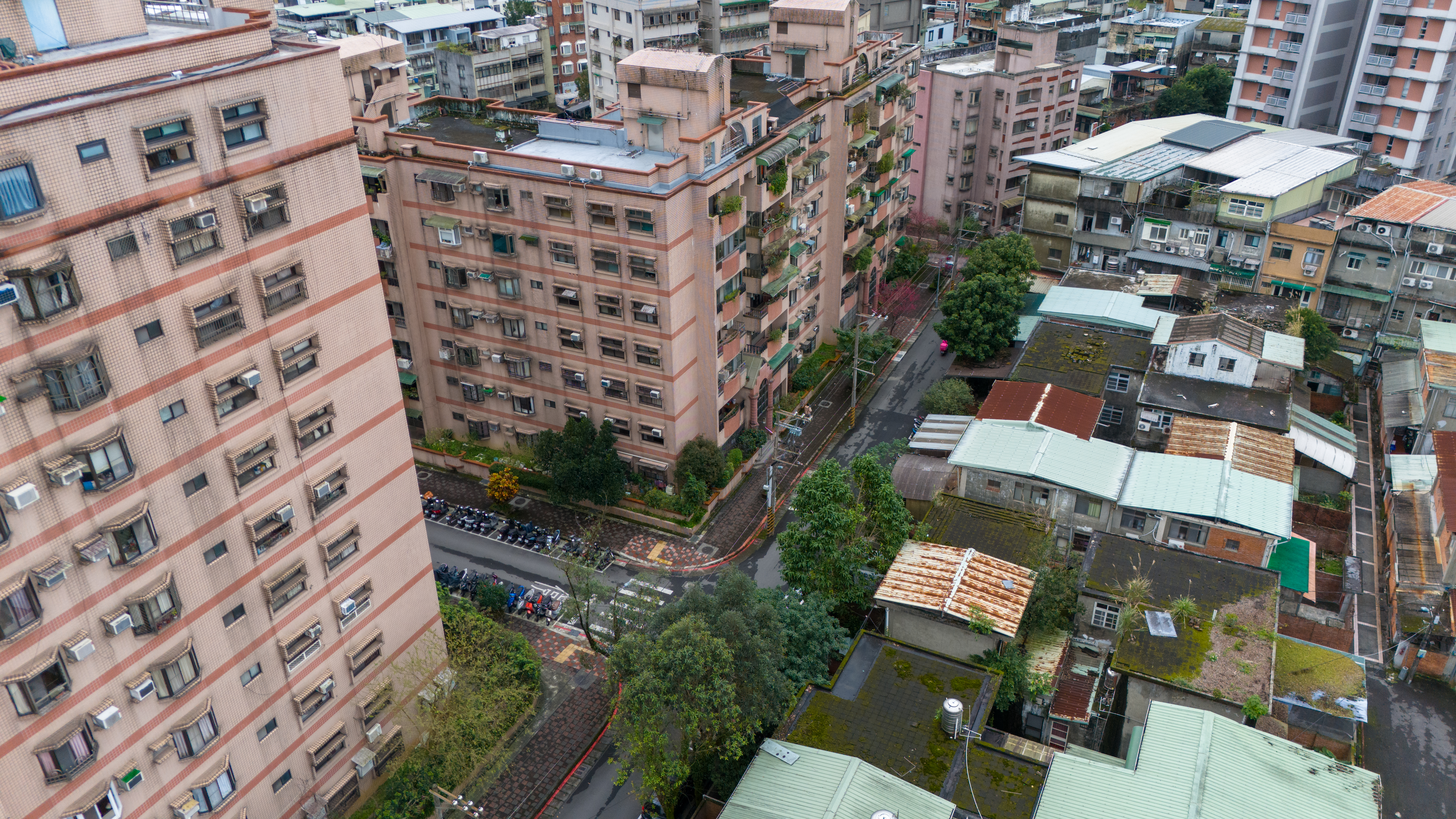
化南新村與已改建之化南新廈

化南新村過去為農地，1960年代政大以建造教學設施為由向農民徵收。萬興里長詹晉鑒表示，當時校方以每坪不20元低價徵收，後來卻蓋成教職員宿舍，讓居民錯愕。1993年，政大打算將化南新村出售，因政大教師連署、抗議下才得以保存，但仍有部分改建為軍公教國宅出售，並因此被監察院糾正。
政治大學曾決定部份拆除化南新村無人居住之建物以興建法學院，且於2015年五月拆除外圍兩戶雙拼建物，引起附近居民、民意代表與校外人士異議。
臺北市政府文化局於2015年11月2日，將化南新村列為歷史建物的列冊追蹤名單。化南新村目前居民多是向政大租約短期之住戶，舊居已全數遷離。經2018年1月23日，臺北市文化局第102次文資審議大會，文資委員無異議通過決議將政大化南新村登錄為法定「聚落建築群」，但是指定範圍與保存方式，則留待下次文資審議會再作討論。政大總務處表示尊重決議，且若全區保留或無法興建法學院，原址也會以教育目的作最有效利用。3月30日，臺北市文化局於召開第104次古蹟歷史建築聚落建築群考古遺址史蹟暨文化景觀審議會，政大代表與當地里民代表各陳述意見，委員會最後則宣佈化南新村全區保留。
臺北市文化局副局長田瑋表示，化南新村歷史建築的價值確認沒有問題，將由臺北市文化局編列預算，後續將依《文化資產保存法》，三年內完成該區保存再發展計畫，深入調查化南新村歷史、人文、自然、建築等，針對保存範圍內可保存或改建部分，再進行細部討論。此期間內，政大則必須維護化南新村。

## 未來發展
因捷運環狀線政大站工程，位於校本部東側門對面的莊敬外舍，已在2021年移交臺北市政府捷運局作基地使用。化南新村整修後將設置中繼宿舍提供學生約200床位，直到指南校區新宿舍興建完工。並規劃不以男女性別區分之性別友善宿舍提供各種性別與跨性別者混合入住。

## 著名居民
化南新村曾為無數1949年後來臺文史哲學者居所，例如，前西北聯合大學教務長高明、書法家及文化學者劉太希、中國哲學家熊公哲、阿拉伯語學家熊振宗、翎詞曲學者盧元駿、唐人小說學家王夢鷗、苑覺非、哲學家苑舉正、訓詁學學家劉述先、青島市長與都市規劃學者李先良、敦煌學學者羅宗濤、教育學家楊承彬、項昌權、歷史學家徐家驥、閻沁恆、財稅學家張則堯、傳播學者徐佳士、陳聖士、中國古代政治思想學家楊樹藩、憲法學家荊知仁、地方自治學者薄慶玖、政治學學者周世輔、施啟揚、呂春沂、芮和蒸、雷飛龍、江炳倫、傅宗懋、呂凱等學者教授。

## 相關影視作品
- 2010年：電影-一頁台北
- 2010年：電視劇-犀利人妻
- 2019年：電影-陽光普照

## 外部連結
- 國家文化資產網：政治大學化南新村 （页面存档备份，存于）